# Båtshake

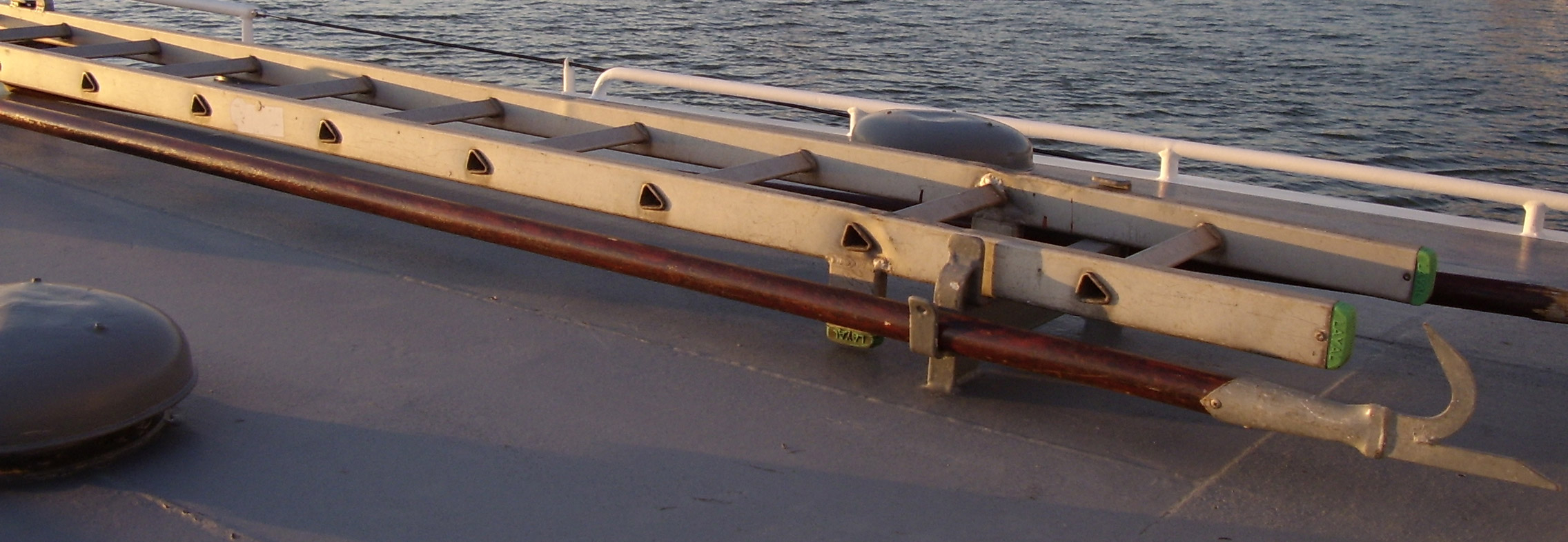

Båtshake är ett redskap som används i båtar eller fartyg. 
Det är en lång stång, vanligen ett par meter, i vars ände det sitter en kombinerad spets och krok. Kroken används till att fånga tampar eller förtöjningsboj eller dra in båtar till en brygga. Spetsen används till att bromsa eller hålla ifrån en båt mot brygga/land eller skjuta ut den därifrån. Båtshaken kan också användas vid räddning av någon person som fallit överbord . 

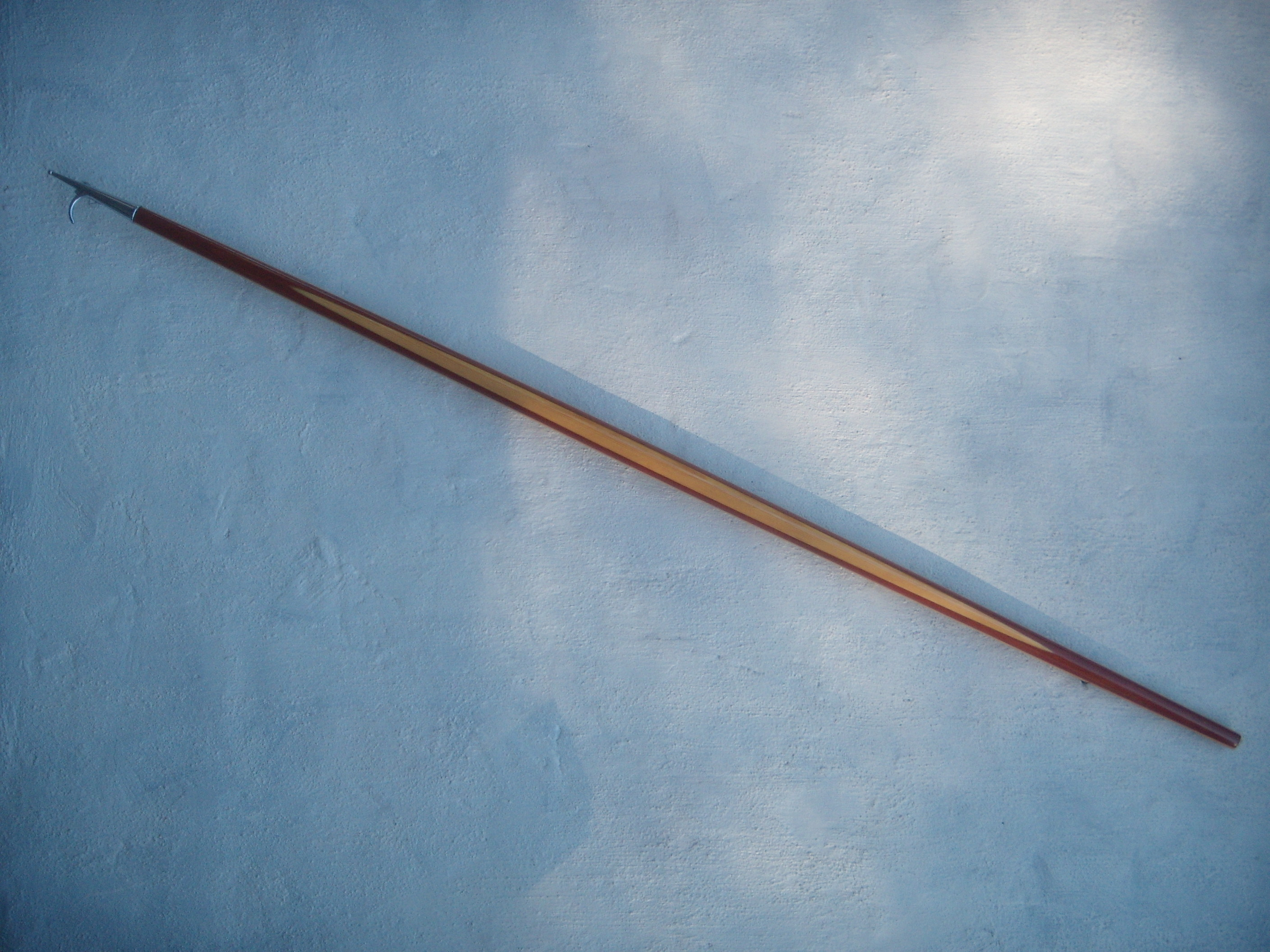
Båtshake för yachter

Vanligen är det en person ombord på båten som använder båtshaken, men det kan även vara en person på land som med hjälp av båtshaken hjälper båten att lägga till. Till jollar och mindre båtar finns kombinerade båtshakar med paddel i ena änden. 
Som brandhakar används liknande redskap av större format. Hakar av detta större format med spetsig krok har även använts vid timmerflottning.